# Winnigstedt
Winnigstedt est une municipalité allemande du land de Basse-Saxe et de l’arrondissement de Wolfenbüttel. 

## Villages
- Mattierzoll